# Marcillé-Robert
Marcillé-Robert är en kommun i departementet Ille-et-Vilaine i regionen Bretagne i nordvästra Frankrike. Kommunen ligger i kantonen Retiers som tillhör arrondissementet Fougères-Vitré. År 2022 hade Marcillé-Robert 994 invånare.

## Befolkningsutveckling
Antalet invånare i kommunen Marcillé-Robert
Referens:INSEE